# Paphinia litensis
Paphinia litensis là một loài thực vật có hoa trong họ Lan. Loài này được Dodson & Neudecker mô tả khoa học đầu tiên năm 1991.

## Hình ảnh

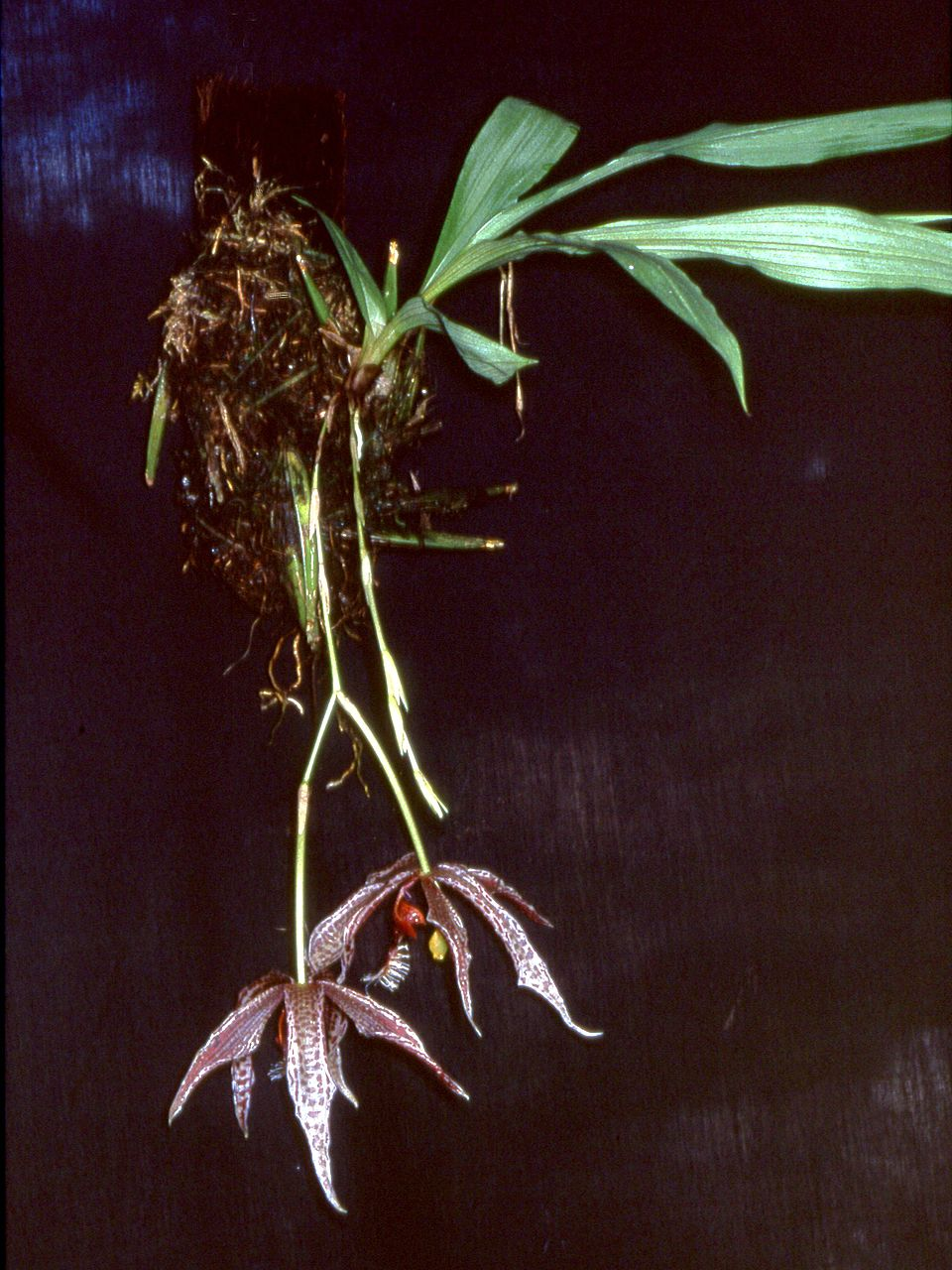
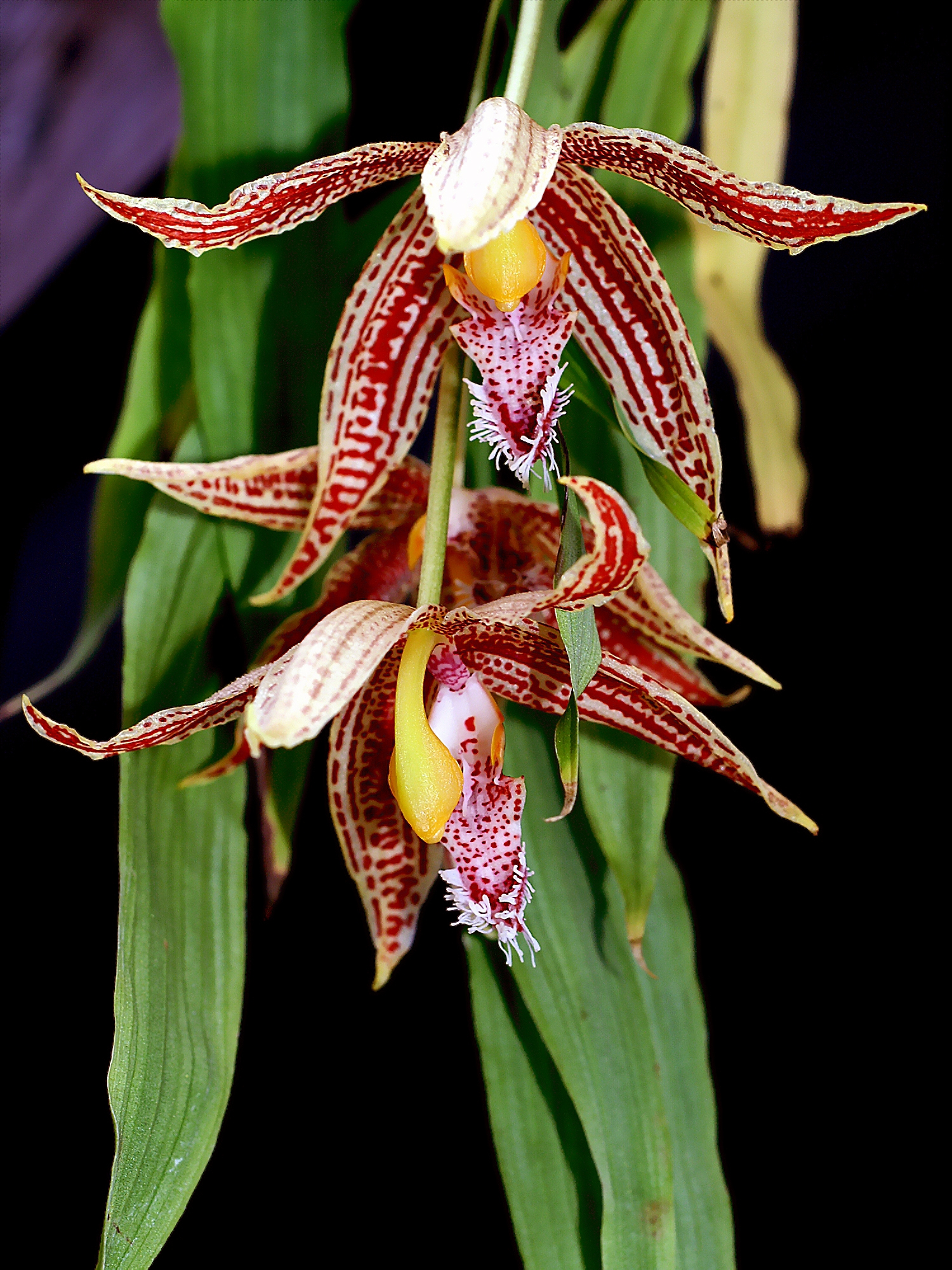
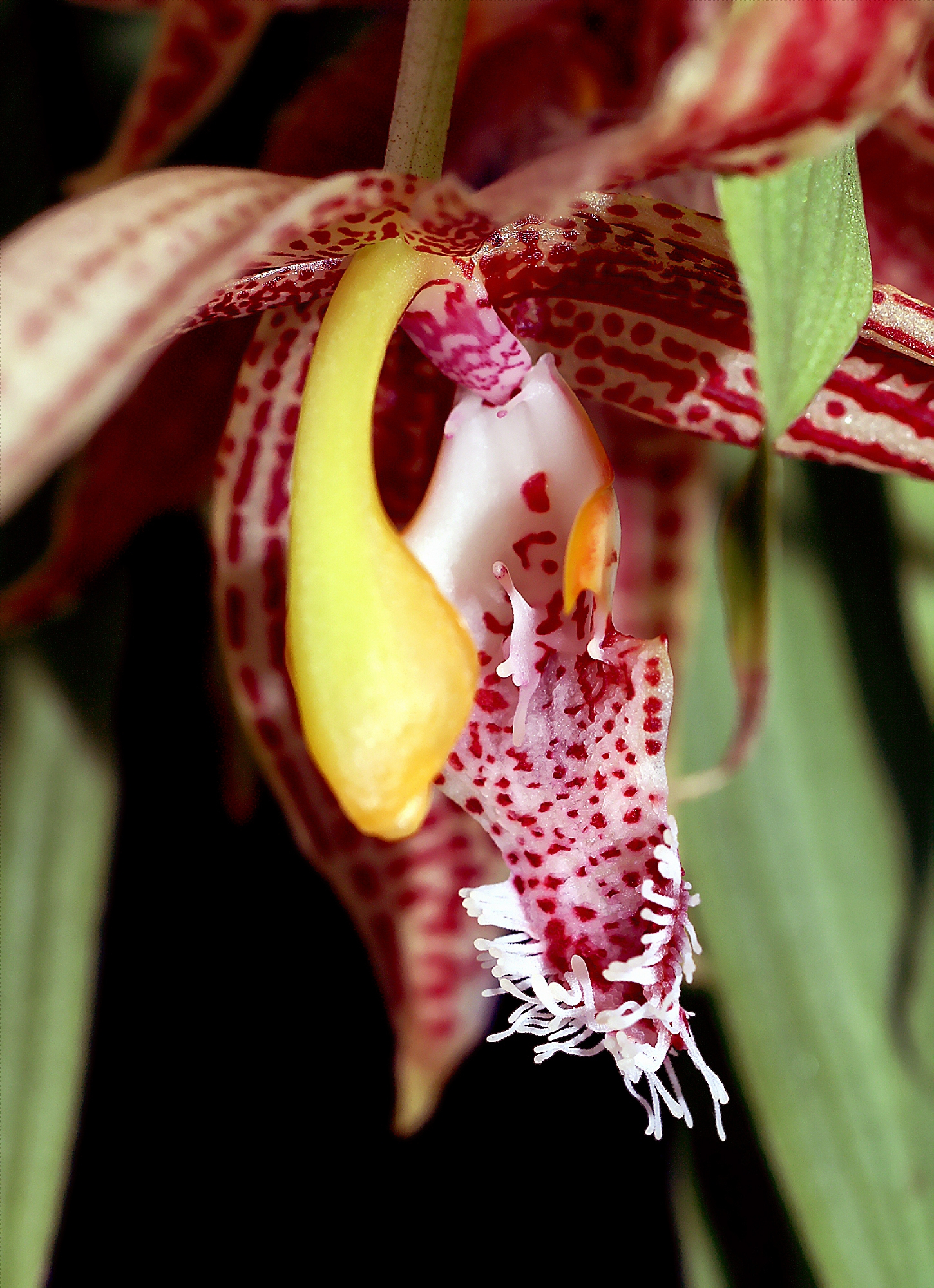